# Herbata zielona

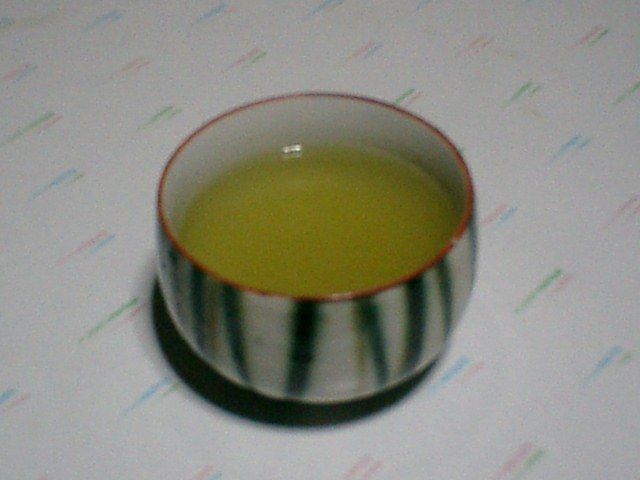
Napar z zielonej herbaty

Herbata zielona – napój przyrządzany wyłącznie z liści herbaty chińskiej (Camellia sinensis), które poddane zostały w czasie przetwarzania jedynie minimalnej oksydacji. Zielona herbata pochodzi z Chin, skąd rozpowszechniła się na inne kraje Azji, od Japonii po Bliski Wschód.
Współcześnie zielona herbata rozprzestrzenia się na Zachodzie, gdzie wciąż najpopularniejszym rodzajem tego napoju jest herbata czarna. W krajach, gdzie uprawia się herbatę, wytwarza się wiele rodzajów zielonej herbaty. Różnią się od siebie z uwagi na specyficzne warunki uprawy, sposób przetwarzania i porę zbiorów.
W kilku ostatnich dziesięcioleciach zielona herbata przechodziła wiele testów medycznych, których celem było ustalenie, czy rzeczywiście, jak się powszechnie sądzi, ma ona właściwości zdrowotne, a szczególnie przypisywany jej wpływ na zmniejszenie ryzyka zachorowania na choroby serca oraz na niektóre odmiany nowotworów. Sądzi się także, że spożywanie zielonej herbaty pomaga w kontrolowaniu wagi ciała.

## Herbaty zielone chińskie
W nawiasach polskie tłumaczenia z angielskiego chińskich nazw herbat

### Prowincja Zhejiang
Jest to obszar w którym zbiera się najsłynniejszą z zielonych herbat, herbatę Xi Hu Longjing, a także inne herbaty zielone o wysokiej jakości.
- herbata Longjing (smocza studnia)
- herbata Hui Ming – nazwana od świątyni z prowincji Zhejiang
- herbata Long Ding (smocza góra)
- herbata Hua Ding – pochodzi z powiatu Tiantai, nazwana od szczytu w paśmie górskim
- herbata Qing Ding – popularna herbata zwana również zhucha, pochodzi z prowincji Zhejiang, ale obecnie uprawia się ją również w innych prowincjach Chin

### Prowincja Jiangsu
- herbata Bi Luo Chun (wiosenna, zielona spirala)
- herbata Rain Flower – uprawiana w Nankinie
- herbata Shui Xi Cui Bo

### Prowincja Hubei
- herbata Yu Lu

### Prowincja Henan

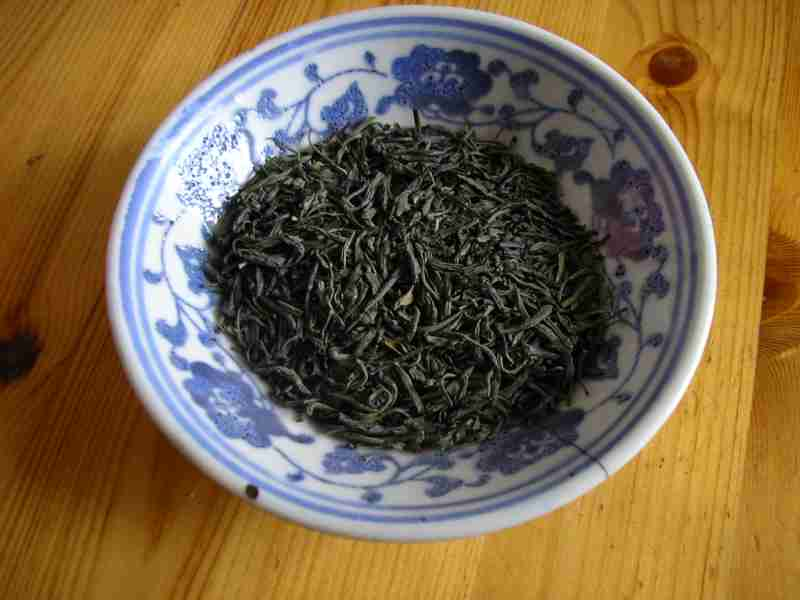
Chińska zielona herbata Mao Jian

- herbata Mao Jian (zielony koniuszek)

### Prowincja Jiangxi
- herbata Chun Mee (drogocenne rzęsy) – obecnie uprawiana jest też w innych prowincjach
- herbata Gou Gu Nao – dobrze znana w Chinach, otrzymała wiele międzynarodowych nagród[potrzebny przypis]
- herbata Yun Wu (chmura i mgła)

### Prowincja Anhui
- herbata Da Fang (wielki plac)– uprawiana w górach Huang Shan
- herbata Huang Shan Maofeng – pochodzi z gór Huang Shan
- herbata Lu’an Guapian (znana też jako nasiono melona)
- herbata Hou Kui (małpia herbata)
- herbata Tun Lu – uprawiana w Tunxi
- herbata Huo Qing (znana jako płomienna zieleń)
- herbata Hyson – średniej jakości, wcześnie zbierana, występująca w wielu prowincjach Chin

## Herbaty zielone japońskie

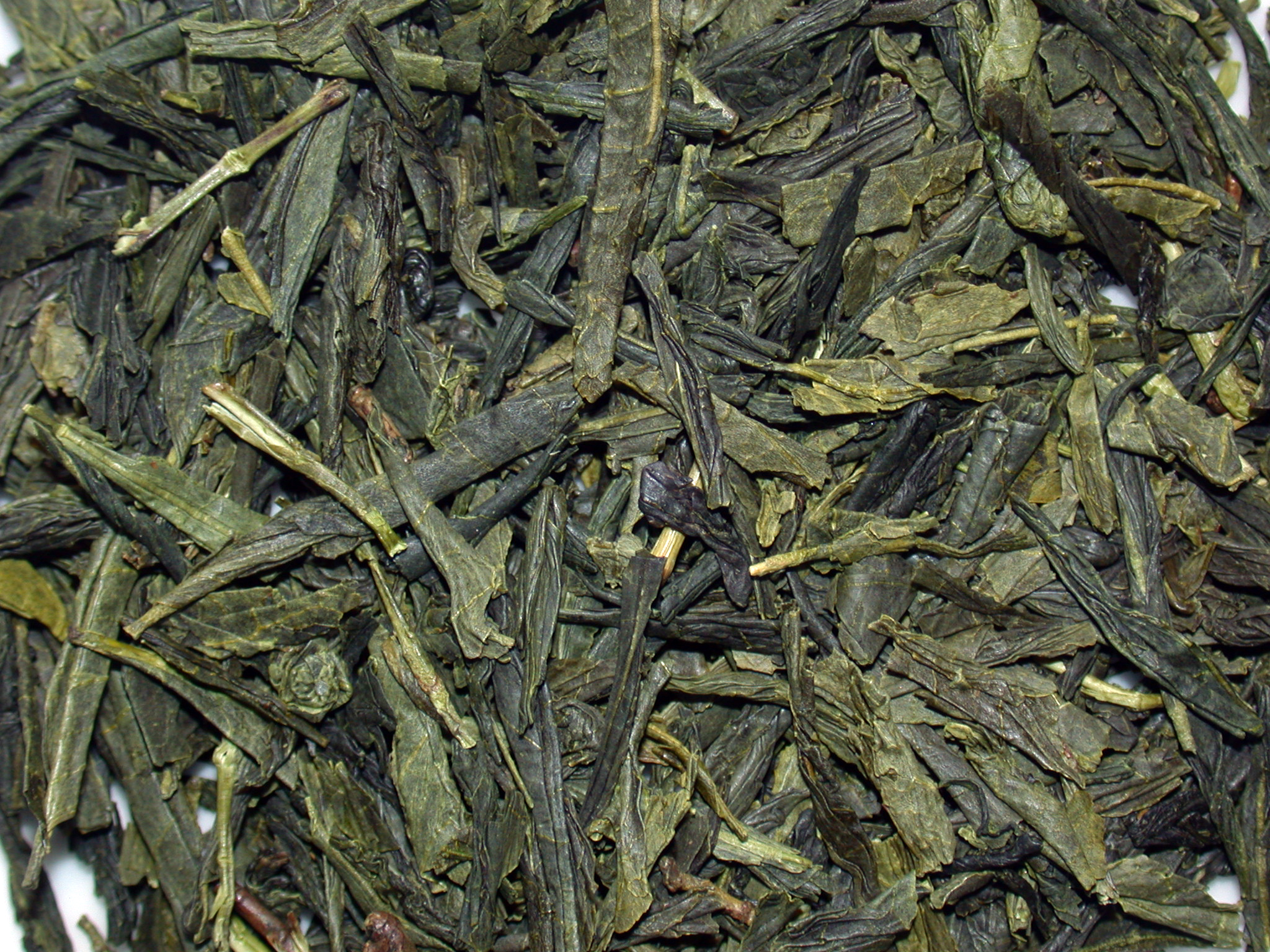
Zielona herbata bancha

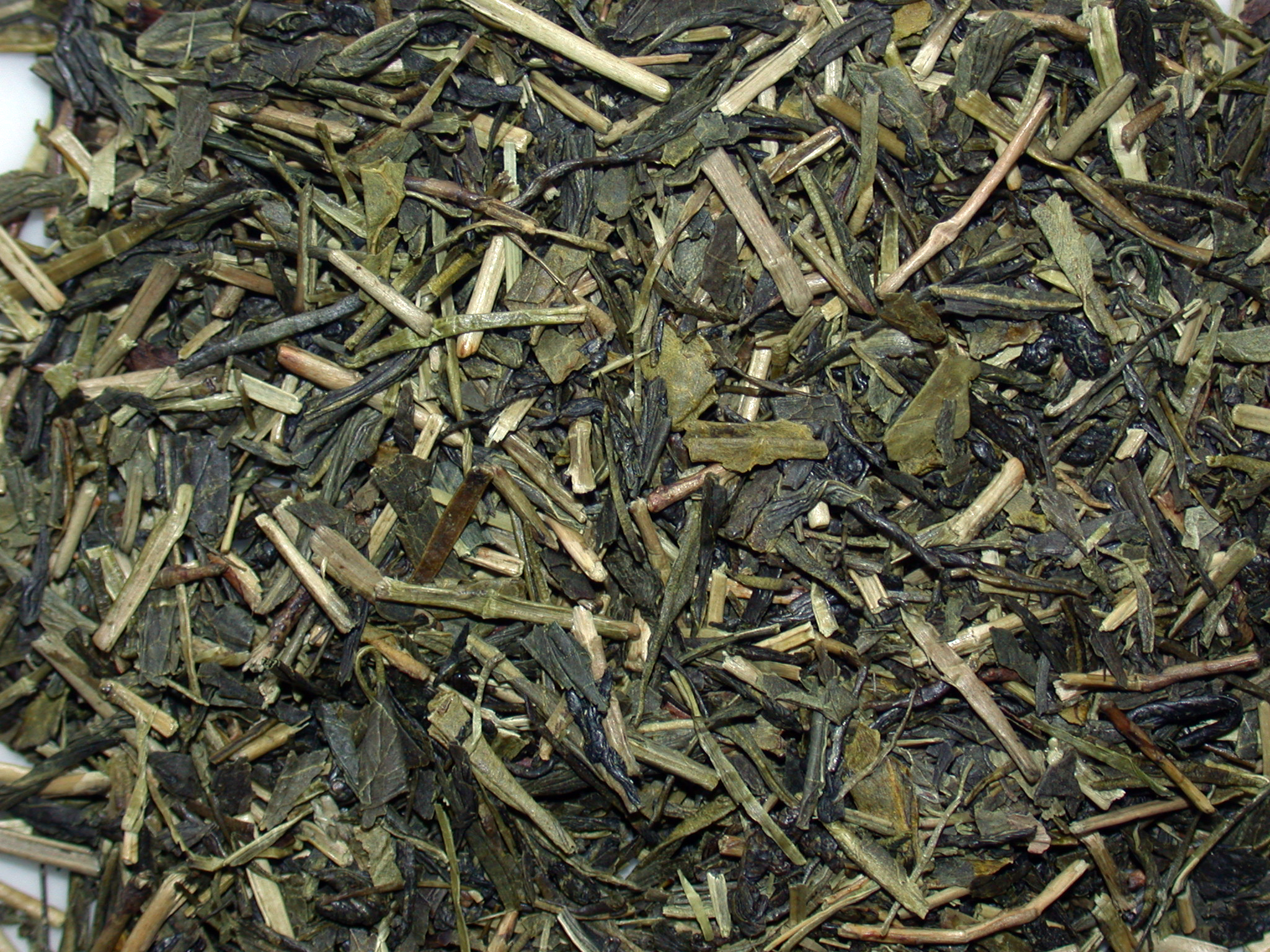
Zielona herbata kukicha

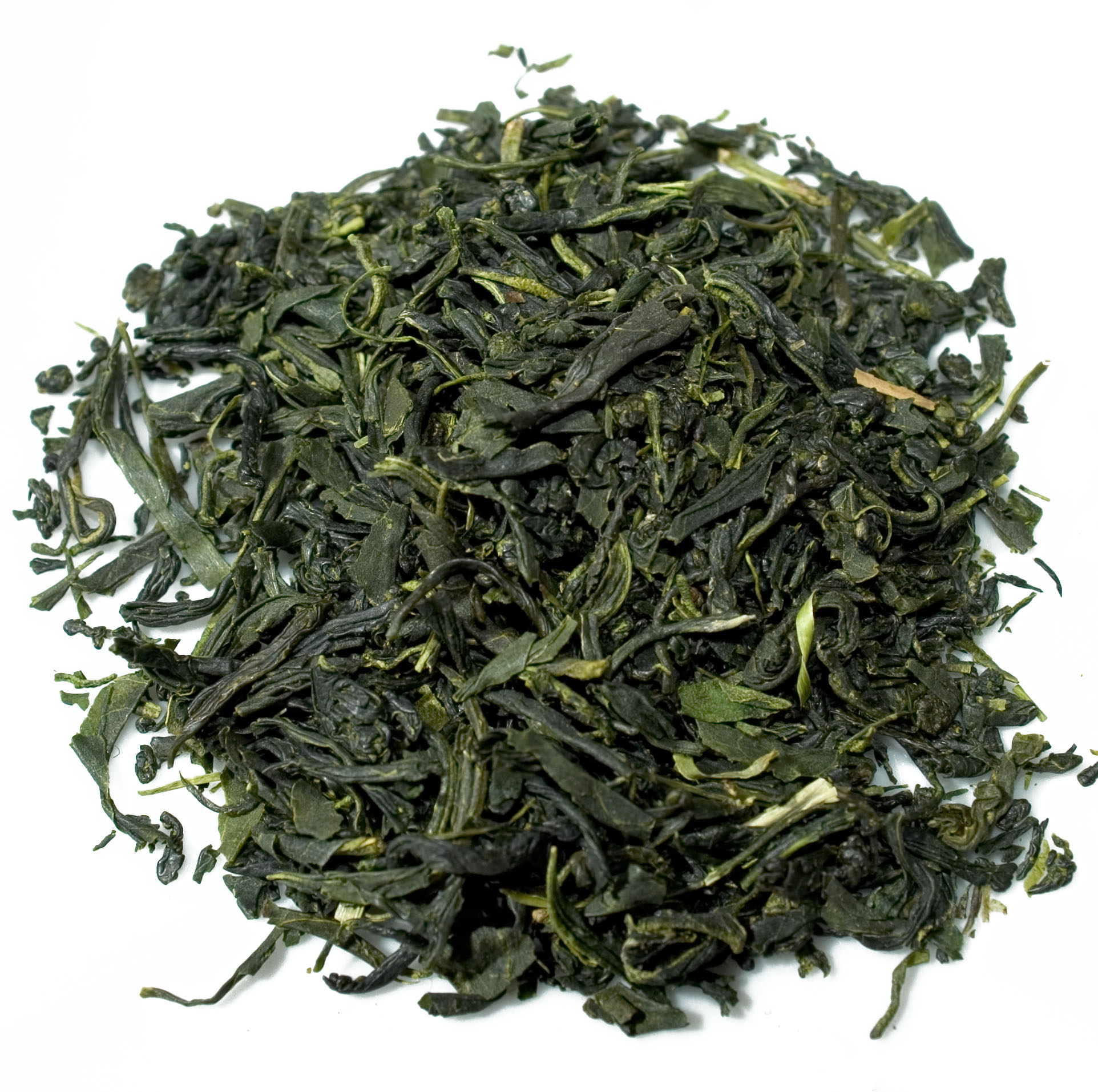
Japońska zielona herbata tamaryokucha

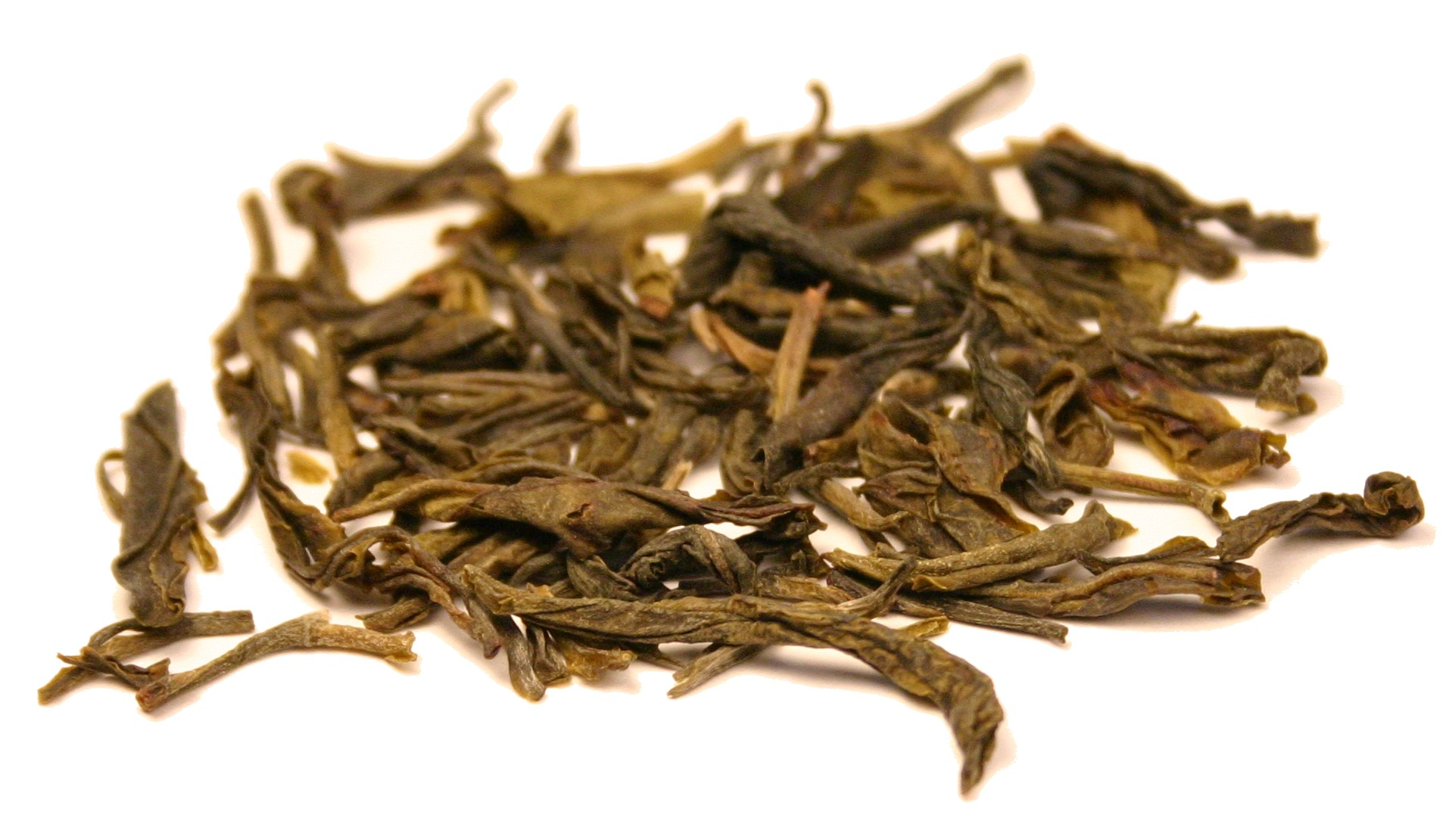
Cejlońska zielona herbata Orange Pekoe

Zielona herbata (ryokucha) jest powszechna w Japonii i dlatego zwana jest tam po prostu herbatą, a nawet japońską herbatą, choć po raz pierwszy była używana w Chinach w czasie dynastii Song. Do Japonii została sprowadzona przez japońskiego buddyjskiego mnicha Myōan Eisai (tego samego, który sprowadził do Japonii buddaistyczną szkołę Zen-Rinzai). Najlepsza japońska herbata pochodzi z regionów Yame i Uji. 40% japońskich liści zielonej herbaty pochodzi z prefektury Shizuoka.
Bancha (zwykła herbata)
Bancha pochodzi z 4. lub 5. zbioru herbaty między latem a zimą. Aki bancha (jesienna bancha) nie jest robiona z całych liści, ale jedynie z przycinanych, niepotrzebnych gałązek owocu herbaty.
Genmaicha (herbata brązowo-ryżowa)
Bancha (czasami Sencha) i przyprawa prażony genmai (ryż brązowy). Często jest mieszana z odmianą matcha, aby uzyskać lepszy kolor.
Gyokuro (jadeitowy napar)
Najlepszej jakości japońska herbata uprawiana w specjalny sposób. Nazwa gyokuro pochodzi od bladego koloru herbacianego naparu. Liście na 21 dni przed zbiorem są zacieniane, co skutkuje zwiększeniem produkcji chlorofilu przez krzew, a to – przyciemnieniem liści i zmianą smaku naparu. Gyokuro ma wysoką zawartość kofeiny, ale znacząca zawartość w niej L-teaniny spowalnia proces asymilacji kofeiny w organizmie, tak że wchłaniana jest jedynie jej niewielka dawka.
Hōjicha (prażona herbata)
Kukicha prażona nad węglem drzewnym.
Kabusecha (nakryta herbata)
Herbata sencha, której liście przed zbiorem rosły w cieniu, choć jedynie 14 dni, a nie 21 jak gyokuro. Ma bardziej delikatny smak niż sencha.
Kamairicha (herbata prażona z patelni)
Herbata prażona na patelni, która nie przechodzi tradycyjnego w Japonii procesu naparowywania i nie ma charakterystycznego dla większości japońskich herbat gorzkiego smaku.
Kukicha (herbata z łodygi)
Herbata produkowana z łodyżek krzewu herbacianego
Karigane
Herbata będąca mieszanką sencha i gyokuro.
Matcha (sproszkowana herbata)
Zbierana i uprawiana w podobny sposób jak gyokuro. Używana w japońskiej ceremonii picia herbaty. Matcha to także popularny smak lodów oraz innych słodyczy w Japonii.
Mecha (herbata pąków i końcówek)
Herbata pochodzi z wczesnych zbiorów pąków i końcówek liści herbaty. Zbierana wiosną jako zwinięte liście, które w rankingu jakości herbaty sytuują się pomiędzy gyokuro i sencha.
Mugicha (prażona herbata jęczmienna)
Spożywana w Japonii głównie latem jako napój chłodzący.
Sencha (gotowana herbata)
Pierwszy i drugi zbiór liści herbaty, które w czasie wzrostu są poddane promieniom słonecznym.
Tamaryokucha
Herbata, która ma pikantny smak przypominający jagody oraz długi posmak migdałów. Ma także głęboki aromat z nutą cytrusów, jagód i trawy.

## Inne zielone herbaty
- Zielona herbata cejlońska
- Kahwa

## Zaparzanie

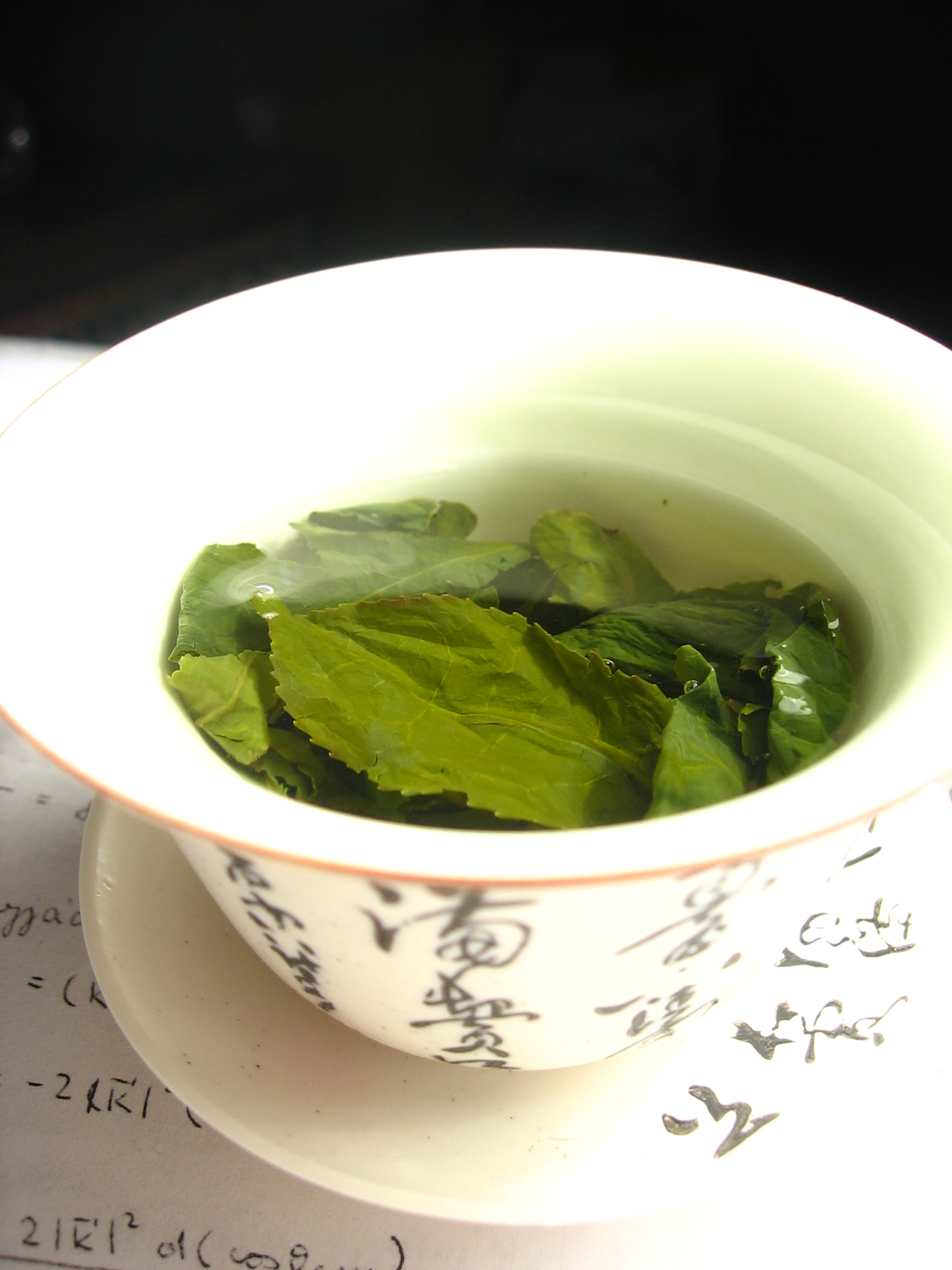
Zaparzanie herbaty z zielonych liści

Do przygotowania filiżanki napoju wystarczy jedna mała łyżeczka zielonej herbaty. W przypadku herbat o wysokiej jakości, jak Gyokuro, można użyć więcej listków. Temperatura parzenia waha się w zależności od rodzaju zielonej herbaty, ale najczęściej jest to między 80 °C a 90 °C, a czas parzenia powinien wynosić od 2 do 3 minut. Najniższa temperatura zaparzania nie powinna być niższa niż 60 °C do 65 °C, a najkrótszy czas parzenia nie powinien być krótszy niż 120 sekund. Generalnie, im lepsza jakość liści, tym krótszy czas zaparzania. Zaparzanie zbyt gorącą wodą lub zbyt długie parzenie będzie skutkowało gorzkim smakiem. Liście wysokiej jakości można parzyć dwu- lub trzykrotnie.
Według chińskich znawców po pierwszym zaparzeniu (w temperaturze ok. 90 stopni) herbatę należy wylać, i wypić dopiero drugą, parzoną w temperaturze około 60-85 stopni. Ma to za zadanie obudzić listki i je rozprostować, co zwiększy walory smakowe naparu.

## Kofeina
Zawartość kofeiny w suchych liściach zielonej herbaty jest około dwukrotnie wyższa niż w suchych ziarnach kawy. Zawartość kofeiny w gotowym napoju zależy jednak od sposobu zaparzania oraz ilości użytego surowca w porównaniu do objętości wrzątku. Na ogół, kawę zaparza się w oparciu o większą ilość surowca. W odniesieniu do tej samej objętości gotowego napoju szacuje się, że typowo zaparzona zielona herbata zawiera dwu- lub trzykrotnie mniej kofeiny niż przeciętnie zaparzona kawa. Warto jednak zauważyć, że mocna zielona herbata może mieć wyraźnie wyższą zawartość kofeiny niż kawa. Badanie spektrofotometryczne wykazało, że napar z zielonej herbaty zawiera 169–450 mg kofeiny na 1 l płynu. Dla porównania, zawartość kofeiny w kawie parzonej to 386–652 mg/l.
Oprócz kofeiny zielona herbata zawiera także inne związki o działaniu słabiej analeptycznym od kofeiny, pochodne ksantyny, między innymi teobrominę, teaninę i teofilinę.

## Wpływ zielonej herbaty na zdrowie

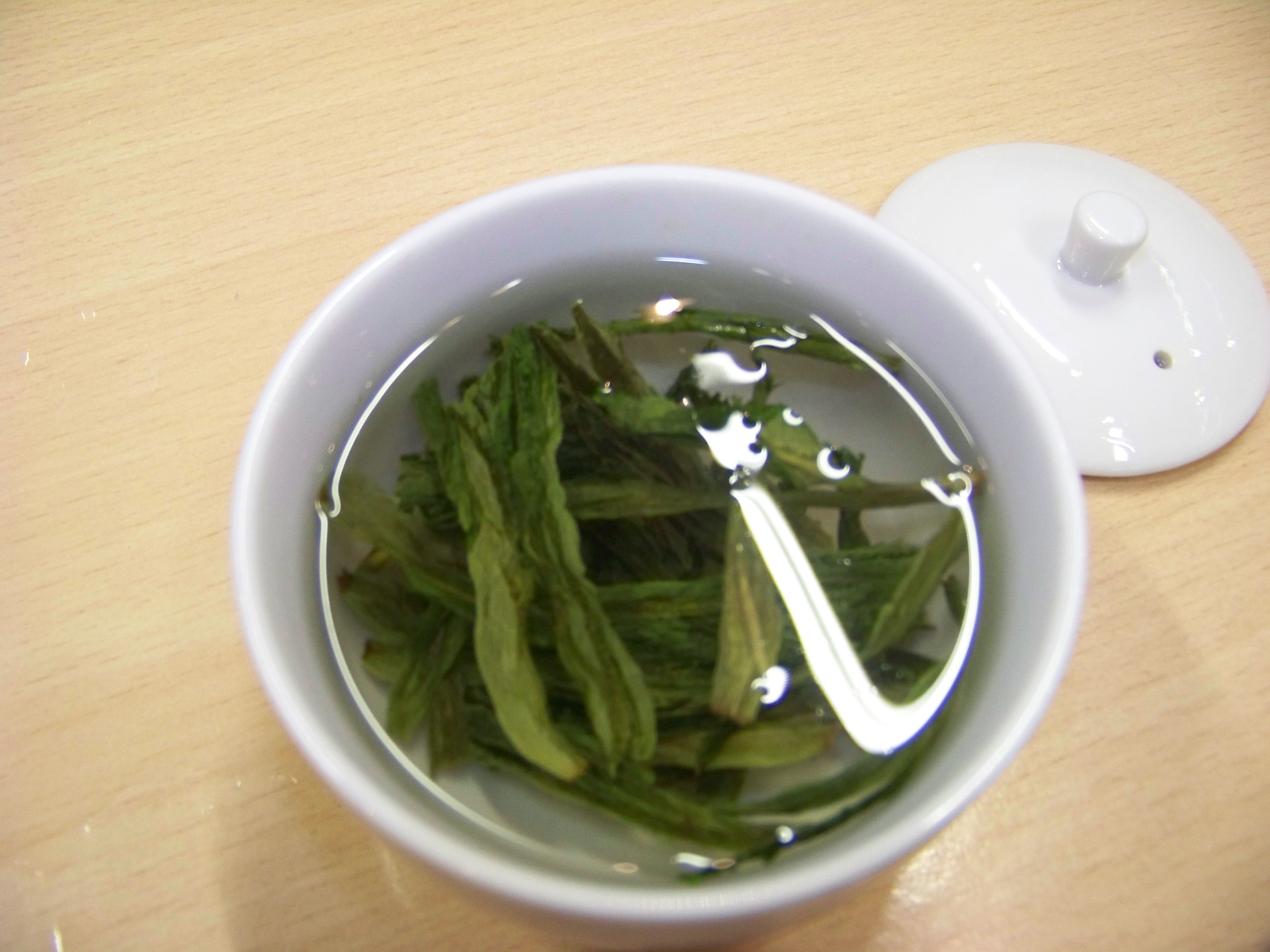
Parzenie herbaty zielonej

Wykazano, że spożycie zielonej herbaty powoduje zwiększenie spalania tkanki tłuszczowej podczas spoczynku oraz zapobiega otyłości[niewiarygodne źródło?], poprawia także wrażliwość na insulinę u myszy. W czasie badań przeprowadzonych przez Uniwersytet w Birmingham wykazano, że przeciętny poziom spalania tłuszczu po zażyciu ekstraktu zielonej herbaty był o 17% większy niż po zażyciu placebo. Także proporcja energii ze spalania tłuszczu do całkowitej energii wytwarzanej przez organizm była po zażyciu ekstraktu większa o podobny procent. To sugeruje, że spożycie ekstraktu zielonej herbaty nie tylko zwiększa spalanie tłuszczu podczas średnio intensywnych ćwiczeń, ale również poprawia wrażliwość na insulinę i tolerancję glukozy u zdrowych młodych ludzi.

### Historia
Chińskie legendy przypisują wynalazek herbaty mitycznemu Boskiemu Rolnikowi, ale udokumentowane spożywanie herbaty to okres dynastii Han. W powszechne użycie weszła w okresie Tang; z tego też okresu pochodzi najstarszy traktat poświęcony temu napojowi i omawiający całościowo jego przygotowanie, od zbioru liści do zaparzania – Chajing autorstwa Lu Yu. Była ona używana jako tradycyjne lekarstwo w Chinach, Japonii, Indiach i Tajlandii. Stosowana przy większości dolegliwości, a także przy tamowaniu krwawienia, kontroli temperatury ciała oraz wspomaganiu trawienia.
W roku 1191 mnich buddyjski Eisai napisał Kissa Yojoki (Księgę Herbaty), w której przedstawił pozytywny wpływ zielonej herbaty na pięć najważniejszych ludzkich organów, zwłaszcza na serce. Napisał, że picie zielonej herbaty zaspokaja pragnienie i wspomaga usuwanie efektów picia alkoholu; działa stymulacyjnie; pomaga przy problemach trawiennych  oraz w leczeniu choroby beri-beri; zapobiega zmęczeniu; działa moczopędnie.
W części pierwszej opisał kształt liścia i pąków herbaty oraz metodę jej uprawy i przetwarzania. W części drugiej księga zajmuje się tym, jak stosować zieloną herbatę przy poszczególnych dolegliwościach.

### Wpływ zielonej herbaty na zdrowie
- powstrzymywanie niektórych neurodegeneracyjnych chorób takich jak choroba Alzheimera oraz choroba Parkinsona[8][9][10]
- zapobieganie niektórym rodzajom raka, szczególnie rakowi piersi[11]
- leczenie stwardnienia rozsianego[12]
- Salah-uddin Ahmed z Uniwersytetu Stanowego Waszyngtonu wraz z zespołem przeprowadzili badania na szczurach, dzięki którym wiemy, że zielona herbata wspomaga leczenie reumatoidalnego zapalenia stawów[5][niewiarygodne źródło?].
- poprawa i przyśpieszenie metabolizmu, dzięki zawartości polifenoli
- spowolnienie procesów starzenia się organizmu
- usprawnienie procesów immunologicznych, dzięki zawartości katechiny i teaniny[13].

### Stanowisko amerykańskiej Agencji Żywności i Leków
W artykule Herbata: historia zbiegów okoliczności z marca 1996 roku zajęto się potencjalnymi korzystnymi skutkami picia zielonej herbaty. Do tamtego okresu amerykańska Agencja Żywności i Leków (FDA) nie dokonała żadnych ocen dotyczących potencjalnych korzystnych efektów picia zielonej herbaty. Od tamtego czasu FDA oddaliła dwa wnioski firm starających się o umieszczenie na opakowaniach informacji o dobroczynnych skutkach picia zielonej herbaty.

30 czerwca 2005 roku w odpowiedzi na petycję nazwaną Zielona herbata i zmniejszone ryzyko raka FDA stwierdziła: 

FDA stwierdza, że nie ma wiarygodnych dowodów, aby poprzeć teorię, że spożywanie zielonej herbaty łączy się z obniżonym ryzykiem zachorowania na raka przewodu pokarmowego, płuc, jelit, przełyku, trzustki i jajników, więc FDA oddala te wnioski. Jednakże FDA stwierdza, że istnieją bardzo ograniczone dowody na to, że zielona herbata ma pozytywny wpływ na leczenie raka piersi i raka prostaty.

9 maja 2006 roku FDA stwierdziła, że nie istnieją wiarygodne dowody na to, że można połączyć picie zielonej herbaty ze zmniejszeniem ryzyka zachorowania na choroby układu krążenia.
Jednakże 31 października 2006 roku FDA zaaprobowała do użytku maść bazującą na zielonej herbacie (nazwa handlowa Veregen®) i dodała do listy produktów farmaceutycznych na receptę (ang. Prescription Drug Product List).

### Badania naukowe
Według badań przedstawionych na VI Międzynarodowej Konferencji dotyczącej nowości w zapobieganiu rakowi (ang. Sixth International Conference on Frontiers in Cancer Prevention) sponsorowanej przez Amerykańskie Stowarzyszenie Badań nad Rakiem (ang. American Association for Cancer Research), standardowy polifenol zawarty w zielonej herbacie ogranicza wzrost raka jelita grubego u myszy, które poddano wpływowi substancji powodujących raka. 

Nasze odkrycia pokazują, że szczury będące na diecie zawierającej polifenol E mają dwa razy mniejsze ryzyko zachorowania na raka jelita grubego

– powiedział Dr. Hang Xiao ze szkoły Ernest Mario School of Pharmacy przy uniwersytecie Rutgers w USA.

Studium z 2006 roku opublikowane w „Journal of the American Medical Association” (Dziennik Amerykańskiego Towarzystwa Medycznego) dnia 13 września stwierdza, że: 

Zielona herbata jest związana ze zmniejszeniem śmiertelności z powodu każdej przyczyny, a także z powodu chorób układu krążenia, ale nie jest związana ze zmniejszeniem śmiertelności z powodu raka.

 W studium przeprowadzonym przez Tohoku University School of Public Policy w Japonii, od 1994 zbadano 40 530 dorosłych Japończyków w wieku od 40 do 79 lat, którzy nie mieli nigdy zawału serca, chorób serca ani raka. W czasie studium badano wszystkich uczestników przez 11 lat na okoliczności śmierci z dowolnej przyczyny i przez 7 lat na okoliczność śmierci z określonej przyczyny. Uczestnicy, którzy codziennie pili co najmniej 5 filiżanek zielonej herbaty mieli o 16% mniejsze ryzyko śmierci z dowolnej przyczyny i o 26% mniejsze ryzyko śmierci z powodu choroby układu krążenia niż osoby, które piły mniej niż jedną filiżankę zielonej herbaty dziennie. W studium stwierdzono także: 

Jeśli zielona herbata chroni ludzi przez chorobami układu krążenia oraz rakiem, to spodziewamy się, że spożywanie tego napoju znacznie pomogłoby w podwyższeniu długowieczności na całym świecie
.

Studium z lutego 2006 roku z American Journal of Clinical Nutrition stwierdziło: 

Zwiększona konsumpcja zielonej herbaty jest związana z niższą częstotliwością występowania zaburzeń poznawczych u ludzi.

W maju 2006 badacze z Yale School of Medicine zabrali głos w sprawie artykułu, który podsumował ponad 100 studiów z zakresu wpływu zielonej herbaty na zdrowie. Wskazali oni na to, co nazwali „azjatyckim paradoksem”, który odnosi się do tego, że w Azji jest generalnie mniej zachorowań na choroby serca i na raka, pomimo wysokiego udziału palaczy papierosów w społeczeństwach. Badacze teoretyzowali, że 1,2 litra zielonej herbaty codziennie, która jest często spożywana przez Azjatów daje organizmowi wysoką dawkę polifenoli i innych antyoksydantów. Te związki mogą działać na kilka sposobów w celu poprawienia zdrowia i funkcjonowania układu krążenia. Wskazali też na efekt przeciwzakrzepowy działania zielonej herbaty, który sprawia, że lekarze przestrzegają pacjentów, aby unikali picia zielonej herbaty przed zastosowaniem procedur medycznych, które wymagają kontrolowania procesu krzepnięcia krwi. Studium to ukazało się w Journal of the American College of Surgeons: 

W szczególności zielona herbata może zapobiegać utlenianiu cholesterolu typu LDL, co z kolei może zmniejszyć zbieranie się osadu w żyłach.

W anonimowym, losowym badaniu z użyciem placebo, wykonanym przez Vanderbilt University Medical Center, 240 zdrowych ludzi przyjmowało dziennie 375 mg ekstraktu z zielonej herbaty w formie kapsułki albo placebo. Po 12 tygodniach pacjenci z grupy przyjmującej ekstrakt mieli wyraźnie mniej cholesterolu LDL i całkowitego cholesterolu (odpowiednio 16,4% i 11,3%) w porównaniu do osób z grupy placebo. Autor wnioskuje, że ekstrakt zielonej herbaty może być użyty razem z innymi składnikami diety do obniżania poziomu złego cholesterolu.

Studium opublikowane w styczniu 2005 w American Journal of Clinical Nutrition (Amerykański Dziennik Klinicznego Żywienia) wnioskuje, że 

dzienna konsumpcja herbaty w określonych dawkach przez 12 tygodni zmniejszała poziom tłuszczu w ciele, co sugeruje, że te związki mogą służyć do leczenia otyłości.

Według Case Western Reserve University School of Medicine w studium opublikowanym 13 kwietnia 2005 roku w „Proceedings of the National Academy of Sciences": 

Przeciwutleniacze w zielonej herbacie mogą zapobiegać artretyzmowi reumatologicznemu i łagodzić jego objawy.

 W badaniu obserwowano wpływ zielonej herbaty na wywołany kolagenem artretyzm u myszy, który jest podobny do artretyzmu u ludzi. W każdej z trzech grup studyjnych u myszy, które były karmione polifenolami z zielonej herbaty rzadziej dochodziło do przypadków artretyzmu. Z 18 myszy, które otrzymywały zieloną herbatę, tylko u ośmiu (44%) doszło do rozwinięcia artretyzmu. Wśród 18 myszy, którym nie podawano zielonej herbaty, u wszystkich osobników oprócz jednego (94%) doszło do rozwoju artretyzmu. W dodatku, badacze zauważyli, że u ośmiu myszy z artretyzmem, które dostawały polifenole z zielonej herbaty, wykształciły się mniej ostre formy artretyzmu.
Niemieckie badanie wykazało, że ekstrakt zielonej herbaty i gorąca woda (filtrowana) zaaplikowana zewnętrznie na skórę przez 10 minut trzy razy dziennie mogłyby pomóc ludziom, którzy mają skórę zniszczoną przez zastosowanie terapii napromieniowującej.

Badanie opublikowane w grudniu 1999 w American Journal of Clinical Nutrition twierdzi, że: 

Zielona herbata ma termogeniczne właściwości i wspiera utlenianie tłuszczu poza wartość wytłumaczalną zawartością kofeiny. Ekstrakt zielonej herbaty może odgrywać rolę w kontroli składu ciała poprzez aktywację termogenezy lub utleniania tłuszczu albo obu jednocześnie.

W testach laboratoryjnych wykazano, że galusan epigallokatechiny (EGCG) występujący w zielonej herbacie zapobiega temu, by wirus HIV atakował komórki typu T. Jednakże nie wiadomo, czy ma to jakikolwiek wpływ na ludzi.
Dowody farmakologiczne i toksykologiczne wskazują też na to, że polifenole zielonej herbaty mogą powodować w pewnych stężeniach stres oksydacyjny oraz działać toksycznie na wątrobę. W związku z tym konsumenci powinni ostrożnie spożywać produkty przygotowane ze skoncentrowanego ekstraktu zielonej herbaty. Inne dowody zaprezentowane w artykule ostrzegają przed spożywaniem zielonej herbaty przez kobiety w ciąży.
Przeprowadzone w 2009 badania na liniach komórkowych i mysich modelach wskazują, że EGCG wiąże się z bortezomibem, niemal całkowicie hamując jego działanie